# Juan José López de Sedano
Juan José López de Sedano y Pérez del Tero (Villoslada de Cameros, La Rioja, 1729-Madrid, 1801) fue un dramaturgo, antólogo y periodista español. Su trabajo más conocido es el Parnaso Español: colección de poesías escogidas de los más célebres poetas castellanos, antología en nueve volúmenes de poetas clásicos españoles, publicada en nueve volúmenes entre 1768 y 1778 por Joaquín Ibarra y Antonio de Sancha en Madrid.

## Biografía
Hijo de Manuel López de Sedano y Nájera-Salvador y de María Pérez del Tero y Fernández-Salvador, ambos oriundos de Villoslada, estudió en Salamanca y se avecindó en Madrid, donde sus padres estaban establecidos. Contrajo matrimonio con una tal Juliana natural del pueblo toledano de Orgaz. Gracias a un litigio que mantuvo sobre su hidalguía ante la Real Chancillería de Valladolid en 1769 se sabe que descendía por ambas líneas, paterna y materna, del antiquísimo señorío y solar de Tejada, en las montañas de la Sierra de Cameros. Fue Caballero de la Orden de Carlos III y, desde 1770, miembro de número de la Real Academia de la Historia.
Lo protegió el marqués de Esquilache (cuyo retrato, grabado en cobre, publicó López de Sedano en el tomo IX de su Parnaso Español). Aquel lo instaló en la sección de antigüedades y medallas de la Biblioteca Real y, con el propósito de allegar materiales arqueológicos para su sección, alcanzó diversas comisiones que le hicieron viajar por España y descubrir algunas inscripciones y medallas en Cataluña y Valencia, de lo que dio cuenta a la Real Academia de la Historia. 
En la Biblioteca Real concibió la idea de publicar una gran antología histórica de la poesía española bajo el nombre de Parnaso Español y la publicó entre 1768 y 1778 en nueve volúmenes, precedidos cada uno de "noticias" biobibliográficas y críticas sobre cada uno de los autores incluidos; pero su gusto no siempre acertado en la selección de escritores y obras, su excesiva vanidad, su erudición más pedante que profunda y un escaso cuidado en cuestiones de pormenor le valieron no pocas críticas de sus contemporáneos, en especial del afrancesado Tomás de Iriarte, cuyo folleto Donde las dan las toman suscitó, entre otras réplicas, la muy airada de sus Coloquios de Espina (Málaga, 1785, 4 vols.), firmados con el pseudónimo de "Juan María Chavero y Eslava de Ronda", publicados años después. Muy escocido por estas censuras, todavía asumirá la defensa de la poesía nacional frente a los neoclásicos afrancesados en su Discurso andante en defensa de algunos puntos de nuestra bella literatura (1785). Sin embargo, el prolijo y documentado ataque de Iriarte había dado sus frutos, deteniendo la impresión del Parnaso Español para siempre en el noveno volumen (1778). En compensación, pronto surgió una Colección de similar propósito, pero de indiscutibles criterios neoclásicos, elaborada por el helenista afrancesado Pedro Estala y cuyo protector era el valido de Carlos IV Manuel Godoy. 
La importancia del Parnaso Español fue, sin embargo, capital, al ser la primera y abrir el dilatado panorama, cerrado hasta el momento, de la brillante poesía española del Siglo de Oro. Su colección y la de Estala, junto a la de Tomás Antonio Sánchez de grandes textos de la literatura medieval española, posibilitaron el nacimiento de la moderna crítica literaria en España.
Como dramaturgo, al par que Nicolás Fernández de Moratín, buscó con poca fortuna crear un teatro neoclásico en algunas de sus obras (Jahel, 1763, inspirada en el personaje de Yael del Libro de los jueces y bastante influida por la Esther de Jean Racine), y tradujo algunas piezas de esta estética, la mayoría de Carlo Goldoni, como por ejemplo La posadera feliz, además de Ser vencido y vencedor y Julio César y Catón de Pietro Metastasio, El misántropo de Molière y algunas otras. Sin embargo, también escribió sainetes y compuso piezas al alimón con dramaturgos populares como Antonio Valladares de Sotomayor o versificó traducciones en prosa de otro dramaturgo popular, José Concha, algo que sin duda no pasaron por alto sus estirados enemigos neoclásico-afrancesados.
Bajo el seudónimo de "D. Patricio Bueno de Castilla", publicó en 1765 El Belianís Literario, sátira de las publicaciones periódicas de entonces.

## Obras

### Ediciones
- Ed. del Parnaso español (1768-1778), 9 vols.

### Crítica literaria
- Coloquios de Espina (Málaga, 1785, 4 vols.)
- Discurso andante en defensa de algunos puntos de nuestra bella literatura (1785)
- El Belianís Literario, 1765.

### Teatro
- Jahel: tragedia sacada de la Sagrada Escritura, 1763.
- Marta aparente. Hay edición moderna de Antonietta Calderone (1984)
- Cerco y ruina de Numancia
- Ser vencedor y vencido. Julio César y Catón
- La duda satisfecha. Sainete
- La pasión ciega a los hombres
- El page duende, sainete
- El misántropo (1775), traducción de Le misanthrope (1666) de Molière.
- La posadera feliz o El enemigo de las mugeres: comedia en tres actos escrita en italiano por Carlos Goldoni... y traducida é impresa... por don Joseph Lopez de Sedano, Madrid, 1799.
- Tragedia La Silesia: en dos actos (trad.)
- El huérfano inglés, ó El evanista (Madrid, 1796); otra ed. El huérfano inglés. Tragedia urbana (Barcelona, 1798); es traducción de L'orphelin anglais (1769) de Charles Henri de Longueil.
- El hombre prudente, versificación de la traducción en prosa de José de Concha de L'uomo prudente (1748) de Carlo Goldoni.
- Estragos que causa el juego. El Beberley, traducción manuscrita en verso de Bernard-Joseph Saurin.
- El desertor, Madrid: Quiroga, 1793, traducción de Mercier
- Nacer de una misma causa enfermedad y remedio. La enferma fingida (1784), manuscrito traducción de Lo speziale (1751) de Carlo Goldoni
- La joven isleña, trad. de Chamfort